# Short ton
Short ton är en enhet för massa motsvarande 2000 pund, vilket är 907,18474 kg. I USA kallas enheten vanligtvis bara ton.

## USA och Kanada
I USA och Kanada används vanligen uttrycket "ton" när man menar short ton. Vid användning av metriskt ton eller long ton förtydligas det.[källa behövs] Det finns dock ett antal specialfall där short ton inte används som viktenhet, vid vikt på fartyg används long ton och vid vikt på spannmål används metriskt ton.

## Omvandlingstabell
Tabellen nedan omvandlar mellan olika viktenheter för "ton". Varje rad innehåller beteckningar för en och samma massa uttryckt i olika sorter.
| ton        | pound (lb) | short ton | long ton   | kg         |
| ---------- | ---------- | --------- | ---------- | ---------- |
| 1          | 2 204,623  | 1,1023    | 0,9842     | 1 000      |
| 0,00045359 | 1          | 0,0005    | 0,00044643 | 0,45359    |
| 0,907185   | 2 000      | 1         | 0,892857   | 907,1847   |
| 1,016047   | 2 240      | 1,12      | 1          | 1 016,0469 |
| 0,001      | 2,204623   | 0,001102  | 0,0009842  | 1          |